# Psara brunneiterminalis
Psara brunneiterminalis là một loài bướm đêm trong họ Crambidae.